# Somphospondyli
De Somphospondyli vormen een klade van sauropode dinosauriërs, in 1998 door Paul Sereno gedefinieerd als de groep bestaande uit alle Titanosauriformes nauwer verwant aan Saltasaurus dan aan Brachiosaurus. 
In 2005 gaf Sereno een iets exactere definitie: de groep bestaande uit Saltasaurus loricatus en alle soorten die nauwer verwant zijn aan Saltasaurus dan aan Brachiosaurus brancai. In 2009 verving Michael Taylor B. brancai door Brachiosaurus altithorax in overeenstemming met de regel van de PhyloCode om in definities alleen de typesoort van een genus te gebruiken. 
De naam betekent "sponzige wervels" en is een verwijzing naar een diagnostische synapomorfie van de groep. De Somphospondyli maken per definitie deel uit van de Titanosauriformes. Zij zijn per definitie een zustergroep van de Brachiosauridae. Een basale somphospondylus is vermoedelijk de in 2006 ontdekte Erketu.
De naam is volgens sommige definities een synoniem van de klade Titanosauria. Sommige onderzoekers verkiezen de ene, anderen de alternatieve term, maar de laatste voldoet niet aan de ontwerpversie van de naamgevingsvereisten van de PhyloCode, de verhoopte toekomstige officiële conventie voor de naamgeving van kladen.